# Польская конституция 1935 года

Герб Польской Республики

Польская конституция 1935 года (пол.  Ustawa konstytucyjna 23 kwietnia 1935) также известная как Апрельская конституция (пол.  Konstytucja kwietniowa) — принята сенатом 16 января 1935 года и подписана президентом 23 апреля 1935 года.

## История принятия конституции
В результате Майского переворота 1926 года в Польше был создан политический режим, сводящий на нет основные принципы, лежавшие в основе Мартовской конституции 1921 года. Механизм функционирования государства, свойственный парламентскому строю, был заменён авторитарными методами правления. Новая система, благоприятствующая экономическому господству высшего класса и помещиков в условиях усиления влияния трудящихся и роста их стремлений к переустройству общественного строя, требовала формального закрепления в конституционных нормах.

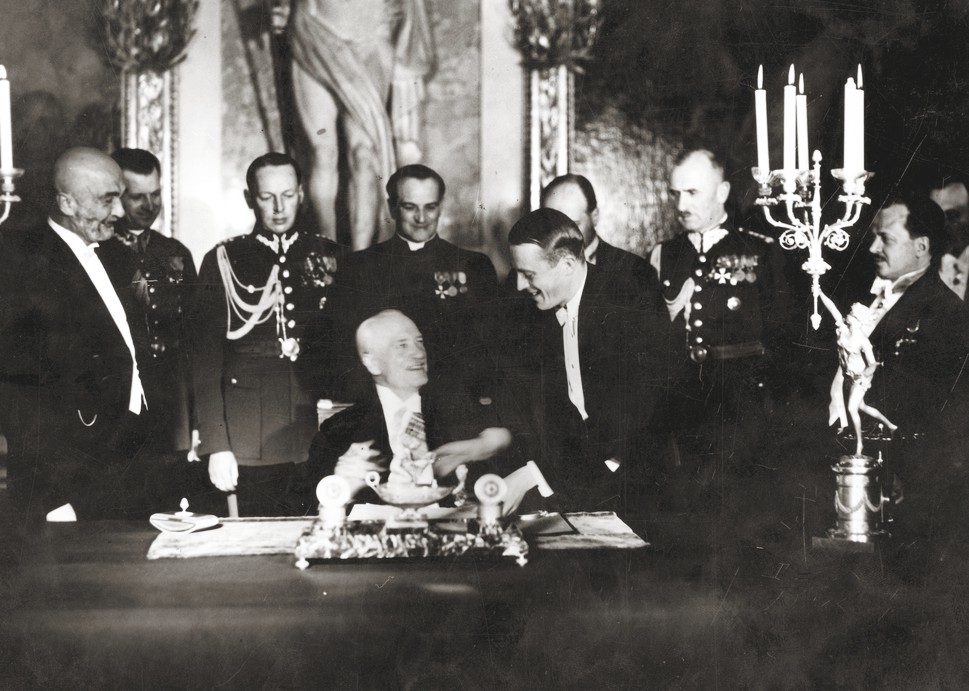
Президент Игнацы Мосьцицкий подписывает Апрельскую конституцию 23 апреля 1935 года

Работу по пересмотру Мартовской конституции 1921 года начал сейм, избранный в 1928 году. Однако эта работа не продвинулась дальше стадии обсуждения в рамках комиссий. Более интенсивно ею занялся избранный в 1930 году сейм, в котором Беспартийный блок сотрудничества с правительством располагал уже большей частью мандатов. За основу своей законодательной деятельности Сейм взял конституционные тезисы, подготовленные в 1933 году Станиславом Царом. Эти тезисы признавали новые основы государственного строя. Они подверглись критике со стороны оппозиционных депутатов в конституционной комиссии Сейма. 26 января 1934 года на заседании Сейма были представлены отчёт о работе конституционной комиссии и тезисы новой конституции. Когда депутаты оппозиции демонстративно покинули зал заседаний, правительственное большинство утвердило конституционные тезисы как проект конституции сразу во втором и в третьем чтении. Утверждение конституции явно нарушало положения, определяющие процедуру изменения основного закона. Исходя из этого, оппозиционные группировки отказывались признать за конституцией значение действующей. Тем не менее по принятии проекта конституции сенатом 16 января 1935 года и одобрении Сеймом внесённых Сенатом поправок конституция была подписана президентом 23 апреля 1935 года, по этой причине за ней закрепилось неофициальное название «Апрельской конституция».

## Содержание

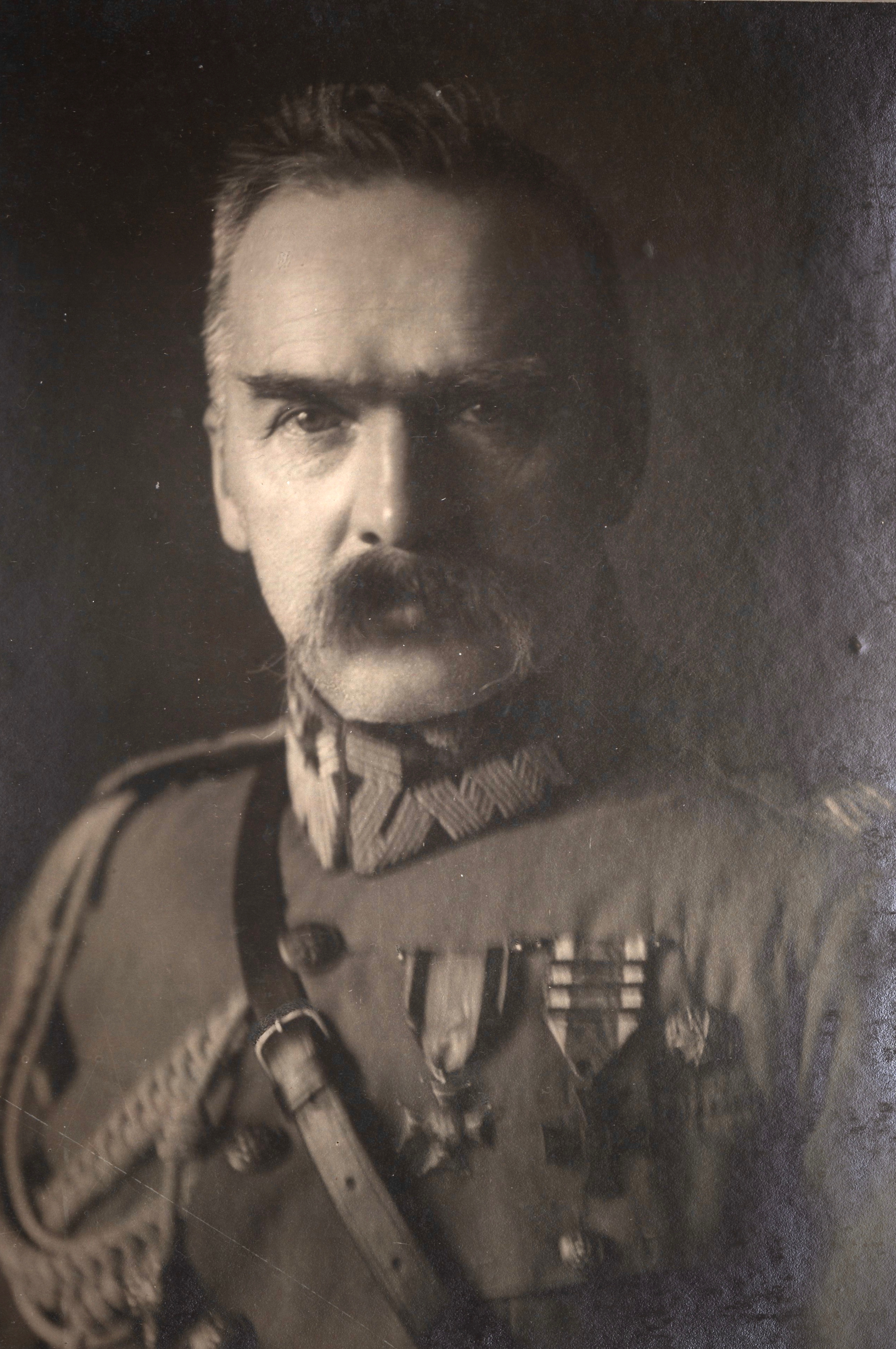
Юзеф Пилсудский

Основные принципы государственного строя, являвшиеся отражением определённых идейных доктрин, были изложены в так называемом «Декалоге» — первых десяти статьях Апрельской конституции. Они отражали точку зрения авторов конституции на государство, его задачи и организационную структуру, а также на отношение государства к обществу и к личности. В то же время они являлись директивами, интерпретирующими отдельные положения конституции. Апрельская конституция сохраняла прежнее название государства — Речь Посполитая (Rzecz Pospolita), а также принцип единства государства с одним лишь исключением — автономии Силезии. Новая концепция государства была заключена в ст. 1 конституции, гласившей, что «польское государство является общим достоянием всех граждан». Государство рассматривалось создателями конституции как достояние общества в целом. Туманным и многозначным понятием «общее достояние» в соответствии с идеями солидаризма авторы Апрельской конституции стремились прикрыть истинные цели государства, которые являлись прежде всего целями и интересами правящих элит.
Устанавливая отношения между личностью и коллективом, Апрельская конституция признавала превосходство коллективных интересов над индивидуальными. При этом усиленно подчёркивались обязанности личности по отношению к государству, а не её права. Право граждан участвовать в общественной жизни ставилось в зависимость от заслуг «во имя всеобщего блага». Тем самым конституция отвергала принцип всеобщих равных политических прав. Государству конституция обеспечивала руководящую роль в обществе, открывая перед ним широкие возможности для вмешательства в область общественных, экономических и культурных отношений.
Источником и носителем государственной власти Апрельская конституция признавала президента. Она приняла принцип концентрации государственной власти в лице президента. Этот принцип выражала ст. 2, гласившая: «Во главе государства стоит президент республики… В его лице сосредоточивается единая и неделимая государственная власть». Президент не нёс ни конституционной, ни политической ответственности за свою деятельность. На нём лежала только «ответственность перед Богом и историей за судьбы государства». В формулировках «Декалога» проявлялось стремление создателей конституции следовать принципам корпоративного государства.
Принцип концентрации государственной власти в руках президента не означал, что только он один с помощью чиновничьего аппарата должен осуществлять все и всякие функции государства. В ст. 3 перечислялись такие государственные органы: правительство, сейм, сенат, вооружённые силы, суды, государственный контроль. Все они были, однако, подчинены президенту республики. Каждый из них имел чётко определённый конституцией круг полномочий, причём полномочия, не закреплённые за другими органами, принадлежали правительству.

### Президент республики
Апрельская конституция 1935 года утвердила особую, сложную систему выборов президента. В выборах участвовали как сам президент, так и специально созданное собрание выборщиков, а при некоторых обстоятельствах — и все граждане страны. Порядок президентских выборов был таков, чтобы решающее слово оставалось за уходящим с поста президентом. Собрание выборщиков, состоящее из 80 человек, в том числе 50 избранных сеймом, 25 — сенатом и 5 вирилистов (то есть маршалов сейма и сената, председателя совета министров, генерального инспектора вооружённых сил, первого председателя верховного суда) избирало кандидата в президенты. Бывшему президенту предоставлялось право указания собственного кандидата, причём он мог выдвинуть и свою кандидатуру. Если президент пользовался своим правом, вопрос, кто из двух кандидатов станет президентом, решался всеобщим голосованием. Если уходящий с поста президент от этого права отказывался, его место занимал кандидат собрания выборщиков. Срок полномочий президента равнялся семи годам. В случае войны он продлевался до момента истечения трёх месяцев после заключения мира. Право замещать президента по Апрельской конституции предоставлялось маршалу сената, которому в таком случае передавались все полномочия главы государства (включая право указания кандидатуры своего преемника на президентском посту).
Полномочия президента делились на законодательные, конституционные, исполнительные, контрольные, чрезвычайные (в случае войны).

#### Законодательные полномочия президента
Полномочия президента в области законодательства заключались в издании декретов, имеющих силу закона (в качестве верховного главнокомандующего вооружёнными силами и главы администрации в промежутках между сессиями сейма и сената и на основании предоставленных законом полномочий). Президенту принадлежало право отлагательного вето на законы, принимаемые сеймом и сенатом. Президент назначал 1/3 сенаторов, созывал сеймы и сенат, открывал и закрывал сессии законодательных палат, переносил сроки их заседаний, осуществлял промульгацию и публикацию законов.

#### Конституционные полномочия президента
В области конституционных полномочий президенту принадлежало право преимущественной инициативы в вопросах изменения конституции, а также право вето по отношению к депутатскому проекту изменения конституции, утверждённому сеймом и сенатом. Конституционные полномочия президента были построены таким образом, чтобы вопреки его воле изменить конституцию было невозможно.

#### Исполнительные полномочия президента
К числу важнейших исполнительных полномочий президента принадлежали: принятие решений, связанных с выборами президента, то есть созыв собрания выборщиков, выдвижение кандидата в президенты, распоряжение о всеобщем голосовании; назначение председателя совета министров и министров, судей, первого председателя Верховного суда, членов Государственного трибунала; осуществление права помилования; назначение председателя верховной контрольной палаты и членов его коллегии; осуществление верховного руководства вооружёнными силами; назначение генерального инспектора вооружённых сил; представление государства вовне. Контрольные полномочия президента включали в себя право роспуска сейма и сената также и до истечения срока их полномочий, право отозвания председателя совета министров, председателя верховной контрольной палаты, верховного главнокомандующего, генерального инспектора вооружённых сил и министров, а также право привлечения министров к конституционной ответственности перед судом государственного трибунала.

#### Чрезвычайные полномочия президента
Чрезвычайные полномочия президента на период войны касались: назначения преемника, назначения верховного главнокомандующего, объявления военного положения, издания декретов в объёме всего государственного законодательства (кроме изменения конституции), продления срока полномочий законодательных палат, созыва сейма и сената в уменьшенном составе. Такие полномочия предоставляли президенту почти абсолютную власть.
Акты президента Апрельская конституция подразделяла на прерогативные и ординарные. Прерогатива как проявление личной власти президента не требовала контрассигнования министрами. Она гарантировала президенту неограниченную свободу решений, подчёркивая его самостоятельную роль в управлении государством. За акты прерогативного характера никто не нёс юридической ответственности. Концепция предоставления президенту прерогативы была свойственна тоталитарному государству.
Все другие должностные акты президента, относящиеся к числу обычных ординарных полномочий, требовали контрассигнования председателя совета министров и соответствующего министра.

### Совет министров республики
Всех министров назначал президент согласно одной из его прерогатив по предложению председателя совета министров. Положение председателя совета министров в кабинете было упрочено по сравнению с Мартовской конституцией. Председатель руководил работой правительства и возглавлял совет министров. Он, а не совет министров, устанавливал общие принципы государственной политики, определявшие деятельность министров. К сфере компетенций совета министров принадлежали: право законодательной инициативы, издание исполнительных постановлений, а также решение вопросов, отнесённых к его ведению законами.
Апрельская конституция 1935 года установила разные виды ответственности министров:
а) политическую ответственность министров перед президентом, который мог отозвать министра, если считал это целесообразным;
б) парламентскую ответственность перед сеймом и сенатом (президент мог не согласиться с вотумом недоверия, но в этом случае он должен был распустить законодательные палаты);
в) конституционную ответственность перед государственным трибуналом.

### Сейм и сенат
Апрельская конституция отводила законодательным палатам второстепенную роль в системе высших государственных органов. Предоставлявшиеся сейму Мартовской конституцией преимущества перед сенатом были сведены на нет путём расширения полномочий сената.
Избирательное право, установленное апрельской конституцией и положениями о выборах от 8 июля 1935 года, определяло состав сейма и сената и систему голосования. Сейм состоял из 208 депутатов, избиравшихся путём всеобщего, тайного, равного и прямого голосования. Кандидатов в депутаты выдвигали специально созданные окружные собрания, состав которых должен был гарантировать, что на них не будут оказывать влияния оппозиционные политические партии. Активное избирательное право предоставлялось гражданам, достигшим 24-х лет и обладавшим гражданскими правами, за исключением военных, находящихся на действительной службе; пассивное — гражданам, достигшим 30 лет. Сенат состоял из 96 сенаторов, 1/3 которых назначалась президентом, а 2/3 избирались путём непрямого голосования небольшого числа граждан — так называемой элиты. В группу, уполномоченную избирать сенат, зачислялись граждане, достигшие 30 лет, по принципу обладания заслугами (определёнными государственными орденами), образованием (высшим или средним специальным или офицерским званием) и доверием (граждане, занимающие выборные должности в самоуправлении и определённых организациях). Пассивное избирательное право предоставлялось гражданам, достигшим 40 лет. Срок полномочий сейма и сената равнялся пяти годам.
Сейм и сенат осуществляли конституционные, законодательные и контрольные функции в области, ограниченной полномочиями президента. Конституция содержала общую оговорку о том, что функции управления государством не принадлежат сейму. Конституционные компетенции были составлены так, что законодательные палаты не могли вносить изменений в конституцию вопреки воле президента. Из числа законодательных компетенций были исключены вопросы организации правительства, администрации и вооружённых сил. Остальные полномочия были ограничены тем, что президенту предоставлялось право издавать декреты и право вето; кроме того, сейм был лишён законодательной инициативы по вопросам бюджета, призывного контингента, ратификации международных договоров и по всем вопросам, требующим затраты государственных финансов. В порядке контрольной компетенции сейм и сенат могли требовать отставки правительства или министра. Такое требование удовлетворялось лишь при согласии президента, который в противном случае распускал парламент до истечения срока его полномочий. сейм и сенат также имели право привлекать премьера и министров к конституционной ответственности, вносить запросы (интерпелляции) к правительству, ежегодно утверждать отчёт о выполнении бюджета.
Расширение компетенций сената выражалось, в частности, в новом порядке голосования при принятии его поправок к проектам законов. Сейм мог отвергнуть эти поправки большинством в 3/5 голосов. Была ограничена депутатская неприкосновенность.

### Гражданские права
Определяя отношение личности к государству, Апрельская конституция исходила из иных предпосылок, нежели Мартовская. Задачу государства она усматривала не в защите индивидуальных прав, а в исполнении организаторских функций общественного характера. Отвергая концепцию субъективных прав индивида, Апрельская конституция потребовала подчинения личности интересам «коллектива», представляемым государством. Однако она и не уклонилась полностью от определения отношения государства к личности. Гражданские права в Апрельской конституции были разбросаны по её разным разделам. Некоторые из них — такие, как право собственности, права национальных меньшинств, свобода совести и вероисповедания, свобода науки и преподавания — были заимствованы из Мартовской конституции. Значение политических прав, признаваемых Апрельской конституцией, уменьшилось в связи с ограничением роли сейма и сената в системе высших государственных органов и введением антидемократического принципа элитарности при выборах в сенат. Существенному количественному сокращению подверглась категория социальных прав. Положениям, касающимся свобод. Апрельская конституция придала общий характер, особенно подчеркивая туманное и многозначительное понятие «всеобщего блага» как некоего предела для функционирования гражданских свобод, что позволяло обосновывать далеко идущие их ограничения.

## Значение и последствия конституции

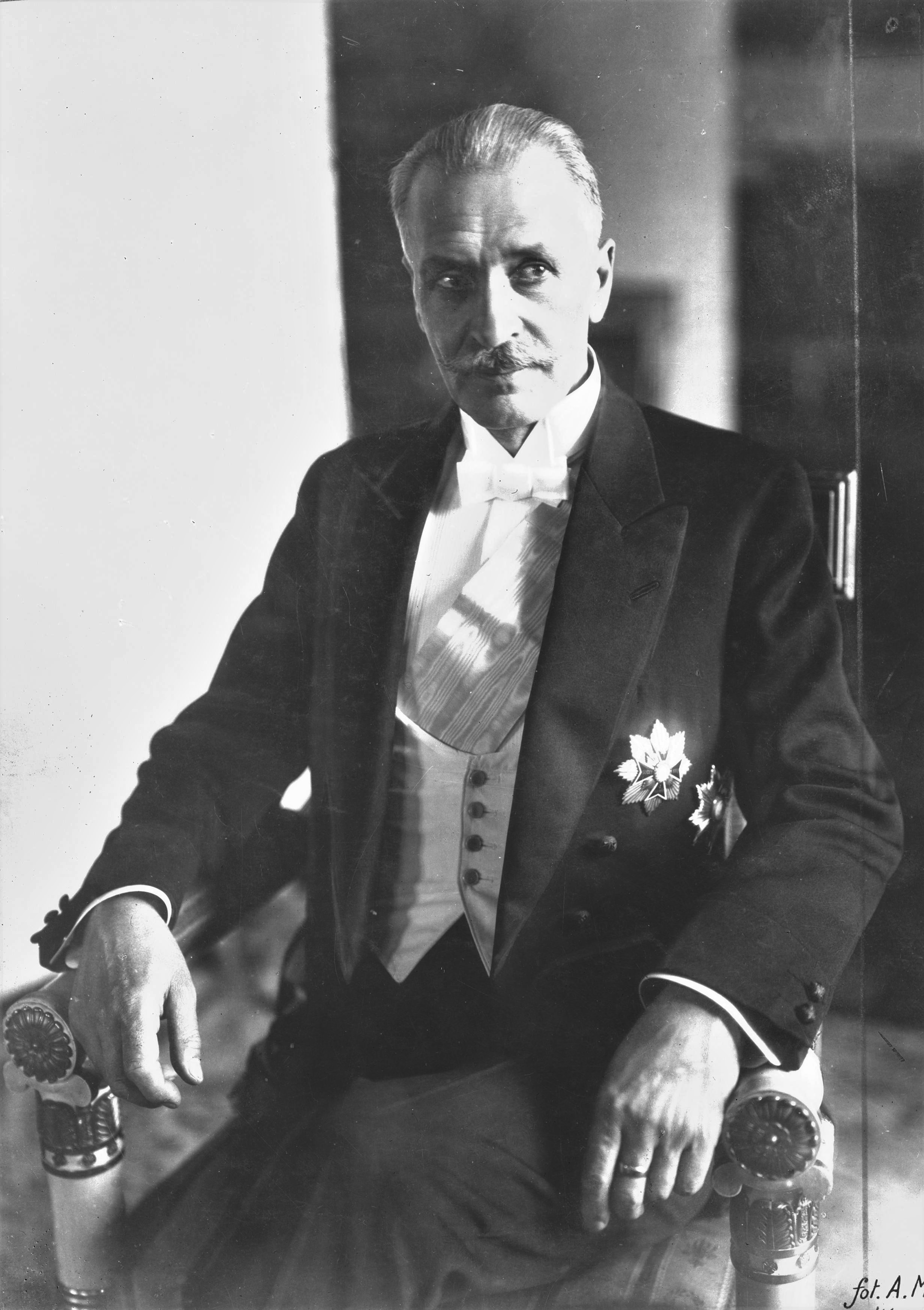
Президент Игнацы Мосьцицкий

Конституция 1935 года создала в Польше авторитарную систему правления. Вступлению в законную силу Апрельской конституции и созданию предусмотренных ею государственных органов предшествовала смерть Юзефа Пилсудского, со времени Майского переворота игравшего ведущую роль в политической жизни страны. После его смерти началось разложение правительственного лагеря. Возникли группы и партии, выдвигавшие разные политические концепции и боровшиеся друг с другом. В результате в конце 1935 года Беспартийный блок сотрудничества с правительством распался. Его заменил в 1937 году Лагерь национального объединения.
Функционирование политического строя, закреплённого Апрельской конституцией, началось с парламентских выборов 1935 года. Поскольку по положению о выборах в сейм оппозиционные партии не имели возможности выдвигать собственных кандидатов, они призвали общество к бойкотированию выборов. Лозунг бойкота принес успех оппозиционным партиям. В выборах в сейм приняло участие только 46 % избирателей. В элитарных выборах в сенат приняли участие 62 % избирателей. Избранные меньшинством населения законодательные палаты не пользовались авторитетом даже и для выполнения тех скромных задач, которые ставила перед ними Апрельская конституция. Уменьшилось количество принимаемых законов, резко сократилось число вносимых интерпелляций и предложений. Изменений в положение сейма и сената не внесли и выборы, проведенные в 1938 году после досрочного роспуска законодательных палат президентом.

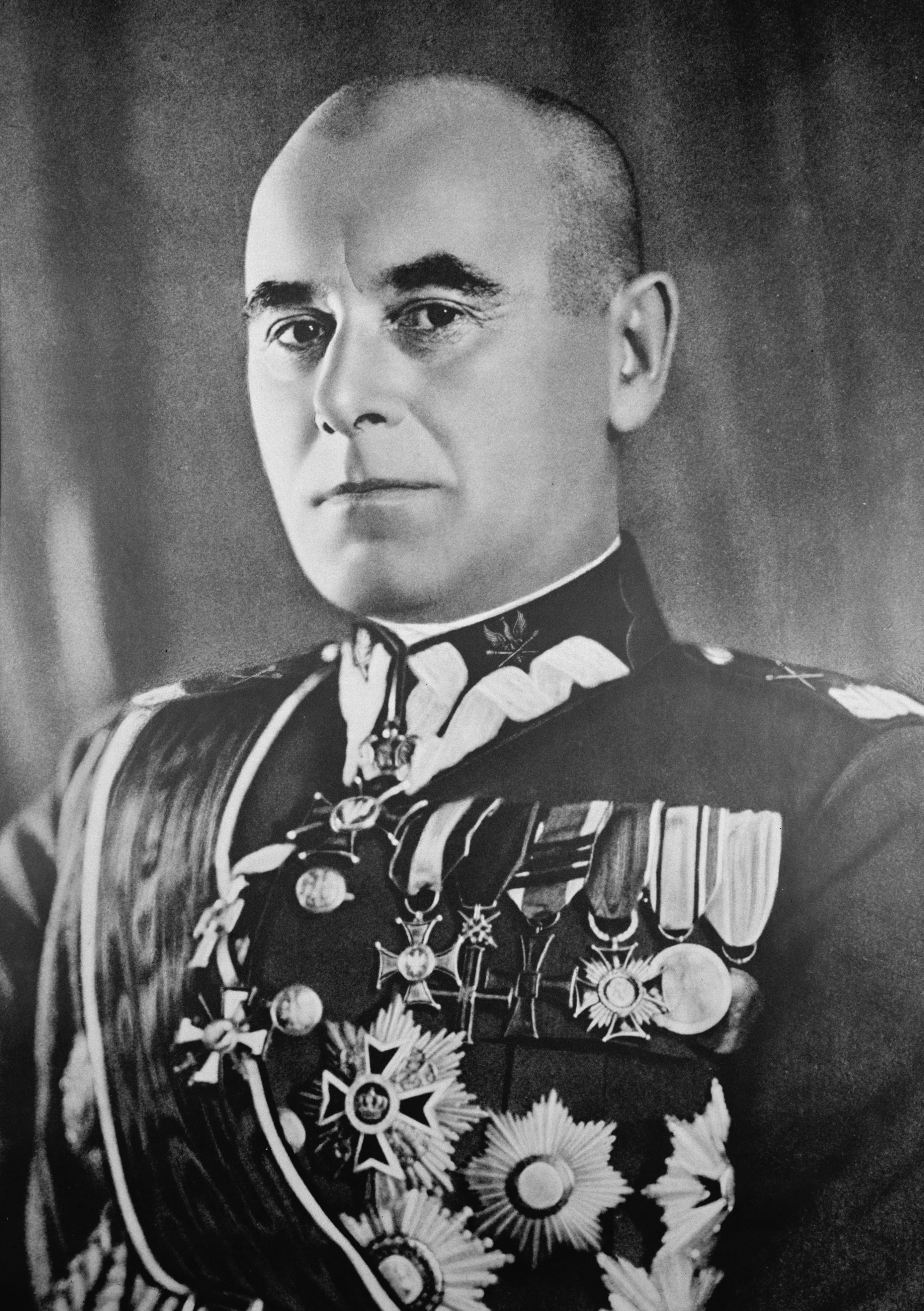
Эдвард Рыдз-Смиглы

В механизме государственной власти центральное место конституция отводила президенту, которым по-прежнему оставался И. Мосьцицкий. Послушный исполнитель воли Ю. Пилсудского при его жизни, он не в состоянии был и после его смерти самостоятельно осуществлять власть, предоставленную ему новой конституцией. Часть правящего лагеря выдвинула на руководящий пост в государстве генерального инспектора вооружённых сил генерала, а впоследствии маршала Э. Рыдз-Смиглого. Уменьшилась и роль премьер-министра, который вопреки положениям Апрельской конституции не устанавливал общих принципов политики государства и не руководил работой правительства. Премьер превратился главным образом в координатора деятельности министров, которые были ставленниками либо президента, либо генерального инспектора вооружённых сил и осуществляли их политику. Сторонники Э. Рыдз-Смиглого считали, что такое переходное состояние будет приведено в соответствие с конституцией, когда по истечении второго срока полномочий президента Мосьцицкого в 1940 году этот пост займёт Э. Рыдз-Смиглый.
Гражданские права, записанные в Апрельской конституции, не определяли деятельность административных и судебных властей и на практике приобретали все более и более фиктивный характер. Пустым звуком становились избирательные права, поскольку при выборах в сейм оппозиционные партии не могли выдвигать своих кандидатов, а исполнительные органы самоуправления навязывались сверху; сводились на нет личные свободы, в том числе запрет лишения кого-либо права предстать именно перед тем судом, которому он подлежит по закону, поскольку власти имели право помещать в концлагерь в Берёзе-Картузской без судебного приговора любое лицо.

## Несостоятельность конституции
Несмотря на авторитарные тенденции, в 1935—1939 годах режим санации всё же не смог создать тоталитарного государства по итальянскому или немецкому образцу. Этому препятствовали: внутренняя неоднородность правящей группы; отсутствие общепризнанного руководителя; сопротивление пользующихся немалым влиянием в обществе оппозиционных партий, которые в большинстве своём занимали отрицательную позицию по отношению к правящему лагерю. Наконец, надвигающийся военный конфликт, в котором агрессором выступала Германия, укреплял антифашистские настроения широких слоёв общества, препятствуя процессам фашизации страны.